# Carbasea desbruyeresi
Carbasea desbruyeresi är en mossdjursart som beskrevs av Jean-Loup d'Hondt och Redier 1977. Carbasea desbruyeresi ingår i släktet Carbasea och familjen Flustridae. Inga underarter finns listade i Catalogue of Life.